# 韻尾
韻尾（いんび）とは、中国語の音節構造上の音節末音に当たる部分をいう。
中国語の音節構造はまず声母と呼ばれる頭子音とそれ以下の母音を中心とした韻母の2つに分けられる。韻母はさらに韻頭・韻腹・韻尾に3分される。韻腹は音節の中心となる音節主音のことで主母音とも呼ばれ、韻尾はそれに続く補助的な母音あるいは子音のことである。
その音声的な特徴により韻尾は陰声韻・陽声韻・入声韻の3種類に分類される。
| 陰声韻 | ゼロ韻尾 母音韻尾 | -ø, /-i/, /-u/        |
| 陽声韻 | 鼻音韻尾          | /-m/, /-n/, /-ŋ/      |
| 入声韻 | 閉鎖音韻尾        | /-p/, /-t/, /-k/, /ʔ/ |

陰声韻は、西洋の音声学で言えば、下降二重母音あるいは三重母音の終わりの音色であり、主母音と合わせて1つの母音とされる。音韻学ではこれを韻尾として切り取り、さらには主母音で終わる音節をゼロ韻尾としている。
中古音から現代音にいたる音韻変化を説明すれば、陽声韻では/-m/が/-n/に統合され、入声韻では両唇音/-p/、歯茎音/-t/、軟口蓋音/-k/の区別が無くなって声門音/ʔ/に統合され、やがては消滅して陰声韻となった。